# Agnaldo Muniz
Agnaldo Muniz, {Assis Chateaubriand, 31 de agosto de 1970 – Porto Velho, 1º de abril de 2018) foi um advogado e político brasileiro, outrora deputado federal por Rondônia.

## Dados biográficos
Filho de Sadraque Muniz e Dinah Cordeiro Muniz. Advogado formado pela Universidade Gama Filho em 1993, fez um curso de Direito Penal, Parte Especial, no Instituto dos Advogados Brasileiros no Rio de Janeiro, dois anos antes da graduação. Eleito deputado federal pelo PDT em 1998, ingressou no PPS durante o mandato e foi reeleito em 2002, migrando a seguir para o PP, onde alcançou uma suplência em 2006, sendo efetivado em 2010, após a renúncia de Natan Donadon.
Encerrado o seu mandato, a Polícia Federal o indiciou por conta do Escândalo dos Sanguessugas , um grande desvio de dinheiro público destinado à compra de ambulâncias. Diante desse fato, Agnaldo Muniz reiterava inocência, retomando suas atividades profissionais desde então, embora tenha ingressado no MDB, onde estava por ocasião de seu falecimento.
Seu pai foi eleito deputado estadual por Rondônia em 1982 e 1986.